# Akram Afif
Akram Hassan AY Afif (ur. 18 listopada 1996 w Dosze) – katarski piłkarz występujący na pozycji napastnika w Al Sadd oraz w reprezentacji Kataru. Wraz z reprezentacją Kataru wygrał Puchar Azji 2019 i 2023, w tym drugim turnieju zdobył tytuł króla strzelców.

## Kariera
Występował w wielu katarskich drużynach juniorskich. W 2015 trafił do belgijskiego KAS Eupen. Po roku przeniósł się do Villarrealu Jednak w samym klubie nie rozegrał ani jednego spotkania. Wielokrotnie był wypożyczany, grał w Sportingu Gijón, ponownie w Eupen oraz w Al Sadd. W 2020 związał się z katarskim klubem na stałe. Z drużyną trzykrotnie wygrał Qatar Stars League (2019, 2021. 2022).
W reprezentacji Kataru zadebiutował 3 września 2015 w meczu z Bhutanem. Został powołany na Puchar Azji. Wraz z drużyną sięgnął tam po złoty medal. Sam zawodnik zanotował 10 asyst, co jest rekordem jednych rozgrywek. Wystąpił także na Copa América 2019, Złotym Pucharze CONCACAF 2019, Mistrzostwach Świata 2022 oraz Pucharze Azji 2023.